# Avraham Grossman
Pour les articles homonymes, voir Grossman.
Avraham Grossman, né le 10 mars 1936 à Tibériade en Palestine mandataire et mort le 27 mars 2024, est un historien israélien spécialiste du judaïsme au Moyen Âge. Il est membre de l'Académie israélienne des sciences et lettres et obtient le prix Israël en 2003.

## Biographie
Avraham Grossman est né en 1936 dans la moshava Mishmar-Hayarden en Palestine mandataire où sa famille est établie depuis au moins quatre générations. Son grand-père était l'un des fondateurs de l'implantation. Son père, Shmouel, est mort pendant la Guerre d'indépendance d'Israël. Avec la chute de Mishmar-Hayarden aux mains des Syriens, sa famille part à Haïfa. Il étudie au lycée Yavné. Après ses études, il sert dans le corps d'éducation de l'armée israélienne.
Après son service militaire, il étudie le Talmud et l'histoire du peuple juif à l'université hébraïque de Jérusalem. Il obtient le titre de docteur en 1974 pour son travail sur l'univers des Sages d'Israël d'Allemagne (Ashkénaz) au XIe siècle, avant les Croisades. Son travail a été dirigé par le professeur E. E. Urbach. En 1975, il s'installe à Londres pour y effectuer son post-doctorat. Là, compte tenu de la collection de manuscrits que possèdent les universités, il commence à se spécialiser dans l'étude de l'histoire des Juifs pendant le Moyen Âge. Il est nommé professeur sans chaire en 1983, puis professeur titulaire en 1986.
Les travaux d'Avraham Grossman se concentrent sur l'histoire des Juifs pendant le Moyen Âge, notamment du XIe siècle au XIIIe siècles.
Outre le prix d'Israël, Avraham Grossman obtient d'autres prix prestigieux, notamment
- le prix Wiznitzer en 1982 pour son libre Les premiers Sages d'Allemagne
- le prix de la mairie de Holon en 1982 pour le même livre
- le prix Bialik en 1996 pour son livre Les premiers Sages de France

Il est membre de l'Académie israélienne des sciences et lettres depuis 1999.
Il est marié à Rachel, et père d'Ourit, Ephrat, Yonathan et Ouriel.

## Publications
- (he) Les premiers Sages d'Allemagne, Magnes Press, université hébraïque de Jérusalem, Jérusalem  (ISBN 965-223-380-3)
- (he) Les premiers Sages de France, Magnes Press, université hébraïque de Jérusalem, Jérusalem  (ISBN 965-223-898-8)
- (he) Pieuses et rebelles, les femmes juives en Europe médiévale, Centre Zalman Shazar, Jérusalem, 2003  (ISBN 965-227-167-5)
- (he) La communauté juive au Moyen Âge
- (he) Rachi, Centre Zalman Shazar, Jérusalem, 2006  (ISBN 965-227-212-4)